# Argyrodes fasciatus
Argyrodes fasciatus là một loài nhện trong họ Theridiidae.
Loài này thuộc chi Argyrodes. Argyrodes fasciatus được Tord Tamerlan Teodor Thorell miêu tả năm 1892.